# Конституціоналістська революція 1932 року
Конституціоналістська революція 1932 року (порт. Revolução Constitucionalista de 1932, Revolução de 1932 або Guerra Paulista) — військове протистояння у штаті Сан-Паулу, Бразилія, що тривало з липня по жовтень 1932 року через спроби еліти та частини населення штату зкинути «тимчасовий уряд» Жетуліу Варгаса і добитися прийняття нової конституції Бразилії.
Революція багато в чому була одним з наслідків революції 1930 року, в результаті якою була скасована автономія штатів, яку вони мали за конституцією 1891 року. Революція 1930 року запобігла обранню губернатора Сан-Паулу Жуліу Престіса президентом Бразилії та зкинула президента Вашингтона Луїса, що в 1920—1924 роках також займав посаду губернатора штату, поклавши кінець Старій республіці.
Тепер день 9 липня, день початку революції 1932 року, є важливим святом у штаті. Жителі штату, відомі як «паулістас», вважають революцію найважливішим громадським рухом за всю свою історію. Революція була найбільшим виступом проти режиму Жетуліу Варгаса та останнім збройним конфліктом на території Бразилії.
Бойові дії протягом революції тривали 87 днів, з 9 липня до 4 жовтня 1932 року (за два дні до останньої дати було взяте місто Сан-Паулу). За офіційними даними бразильського уряду під час конфлікту загинуло 934 осіб, але за неофіційними підрахунками це число досягає 2200 осіб, а багато міст всередині штату зазнали серйозних руйнувань в результаті зіткнень.
Хоча Сан-Паулу програв військовий конфлікт, уряд Жетуліу Варгаса, сподіваючись на підтримку олігархії штату, тим не менш задовольнив багато з вимог революціонерів. Зокрема за результатами революції за штатом було визнане право на обрання власних губернаторів, а через два роки була прийнята нова компромісна конституція 1934 року (що, однак, діяла лише три роки).